# فرودگاه ایندیپندنس استیت
فرودگاه ایندیپندنس استیت (به انگلیسی: Independence State Airport) (به زبان بومی: Independence Airpark) یک فرودگاه همگانی بهره‌برداری هوایی است که یک باند فرود آسفالت دارد و طول باند آن ۸۹۵ متر است. این فرودگاه در شهر ایندیپندنس، اورگن کشور ایالات متحده آمریکا قرار دارد و در ارتفاع ۵۵ متری از سطح دریا واقع شده‌است.